# 国吉村 (富山県)
国吉村（くによしむら）は、かつて富山県西礪波郡にあった村。現在の高岡市北西部の国吉地区にあたる。
村名は中世の国吉名に由来する。

## 沿革
- 1889年（明治22年）4月1日 - 町村制の施行により、礪波郡野島村の区域の一部、高辻村、笹八口村、五十辺村、江道村、月野谷村、手洗野村、上八ケ新村、広川新村、答野出村、佐加野村、加島新村、島崎村、細池村、頭川村、岩坪村、境村、四日市村の区域の一部、八口村の区域一部及び内島村の区域の一部の区域をもって、礪波郡国吉村が発足する。
- 1896年（明治29年）3月29日 - 郡制の施行のため、礪波郡が分割して、西礪波郡が発足により、西礪波郡に所属となる。
- 1951年（昭和26年）3月17日 - 高岡市に編入する。

## 歴代村長
出典→
1. 中島圧歓（1889年6月 - ）
2. 竹沢加平次（1893年7月7日 - ）
3. 藤内省三（1895年5月4日 - 1899年2月23日）
4. 大庭重太郎（1900年11月27日 - 1903年6月27日）
5. 梶川与八郎（1903年12月25日 - 1907年8月30日）
6. 中田弥平（1907年10月10日 - ）
7. 村田健一（1912年10月9日 - 1913年9月30日）
8. 大畔治作（1913年10月10日 - ）
9. 梶川與嗣（1917年10月10日 - 1923年3月15日）
10. 中島庄官（1923年4月16日 - 1945年10月17日死亡）
11. 大畔清治（1945年12月18日 - ）
12. 大畔清治（1947年4月6日〔同年4月5日公選〕 - ）